# Fältsångare
Fältsångare (Acrocephalus agricola) är en insektsätande fågel i familjen rörsångare (Acrocephalidae) som tidigare utgjorde en del av den numera uppdelade familjen sångare. Den häckar främst i centrala Eurasien och Likt många av sina släktingar hittas den i vassområden i våtmarker, men även i stäppmiljöer med lågväxt vegetation och gräs. Den är en sällsynt gäst i Västeuropa och har påträffats ett 30-tal gånger i Sverige. Arten minskar i antal men beståndet anses ändå livskraftigt.

## Utseende och läte
Fältsångare påminner om andra arter inom släktet Acrocephalus. Den är med sin längd på 12—13,5 centimeter mindre än rörsångaren. I alla dräkter har den ett brett, ganska långt ljust ögonbrynsstreck som i adult häckningsdräkt är vitt och ofta kantas både upptill och nedtill av mörkare partier. Den halmgula näbben är kortare än hos rörsångaren och har en tydlig mörk spets och en mörk övre näbbhalva.
Fjäderdräkten varierar men är generellt ljust rostbrun när den är fräsch och mer gråbrun när den är sliten. Den har ljust brun rygg och en varmare rostbrun övergump som kan vara mer gråbrun när den är sliten. Den har en kort handpenneprojektion. Den adulta fågeln har ljust rödbrun iris medan yngre fåglar har mörk iris. Hanen och honan ser likadana ut. Sången innehåller mycket härmningar och är snabb och ganska lik kärrsångaren, dock något svagare och mer rytmisk.

## Utbredning
Fältsångaren häckar främst i centrala tempererade Eurasien och övervintrar främst i Pakistan och Indien. Dess huvudsakliga häckningsområde ligger öster om Kaspiska havet, i Kazakstan och angränsande områden och söderut till nordöstra Iran, österut till västra Kina och norrut till södra Sibirien. 
I Europa häckar den från östra Bulgarien och norrut i Rumänien och Ukraina, norr om Svarta havet, och i Europeiska Ryssland mellan Svarta och Kaspiska havet. Isolerade häckningspopulationer förekommer även i östligaste Turkiet och Armenien. Observationer av häckande fältsångare förekommer också från Finland 1991, Lettland 1987–88 och 1990, troligen i Nederländerna 2007, och det finns misstankar om att arten häckar vid Ladoga i Ryssland, nära finska gränsen. Arten övervintrar från sydvästligaste Iran, över hela Indiska halvön, i Nepal och Bangladesh, och kanske så långt österut som till Burma.  Den västligaste populationen lämnar sina häckningsområden från juli till slutet av september och flyttar norr om Svarta havet. De återvänder till de europeiska områdena i april till juni.

### Uppträdande utanför utbredningsområdet
Arten har observerats över stora delar av västra Europa, Tre individer har även ringmärkts på Sardinien under vintern 1993–1994 och en av dessa återfångades året därpå. I Sverige uppträder den sällsynt och ganska oregelbundet. Första observationen gjordes 1 juni 1954 i Ottenby på Öland. Fram till och med 2022 hade arten observerats 42 gånger i Sverige, de allra flesta i nätfångst inför ringmärkning. En individ som ringmärktes vid Falsterbo i Skåne 2018 återfanns två år senare på samma lokal. I Asien har den även observerats i Israel, Oman och Bahrain.

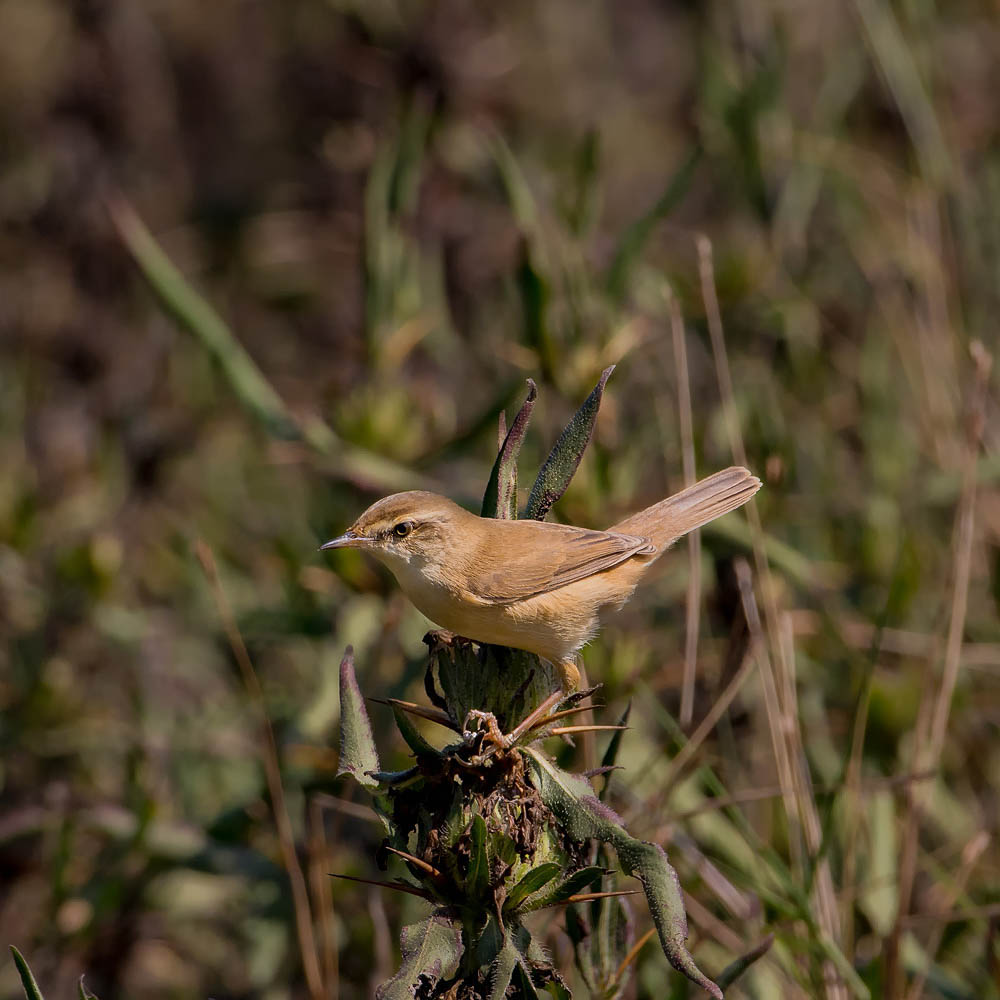
Fältsångaren uppträder sällsynt i Västeuropa.

## Systematik
Fältsångaren beskrevs första gången 1845 av Thomas C. Jerdon under det vetenskapliga namnet Sylvia agricola. Arten behandlas antingen som monotypisk eller delas in i två eller tre underarter med följande utbredning:
- Acrocephalus agricola agricola – Centralasien; övervintrar i Indien och sydöstra Iran
- Acrocephalus agricola septimus – förekommer från Svarta havet österut till södra Ukraina och västra Kazakstan samt (troligen denna underart) även östra Turkiet; övervintrar i sydöstra Iran och västra Indien
- Acrocephalus agricola capistratus (inkluderas ofta i agricola[8]) – sydvästra Sibirien och Kazakstan (utom i väster) österut till övre Jenisejfloden och västra Mongoliet, söderut till nordöstra Iran, Tadzjikistan och nordvästra Kina (Xinjiang), möjligen även Afghanistan (Logar) och Pakistan (norra Baluchistan); övervintrar i Indien

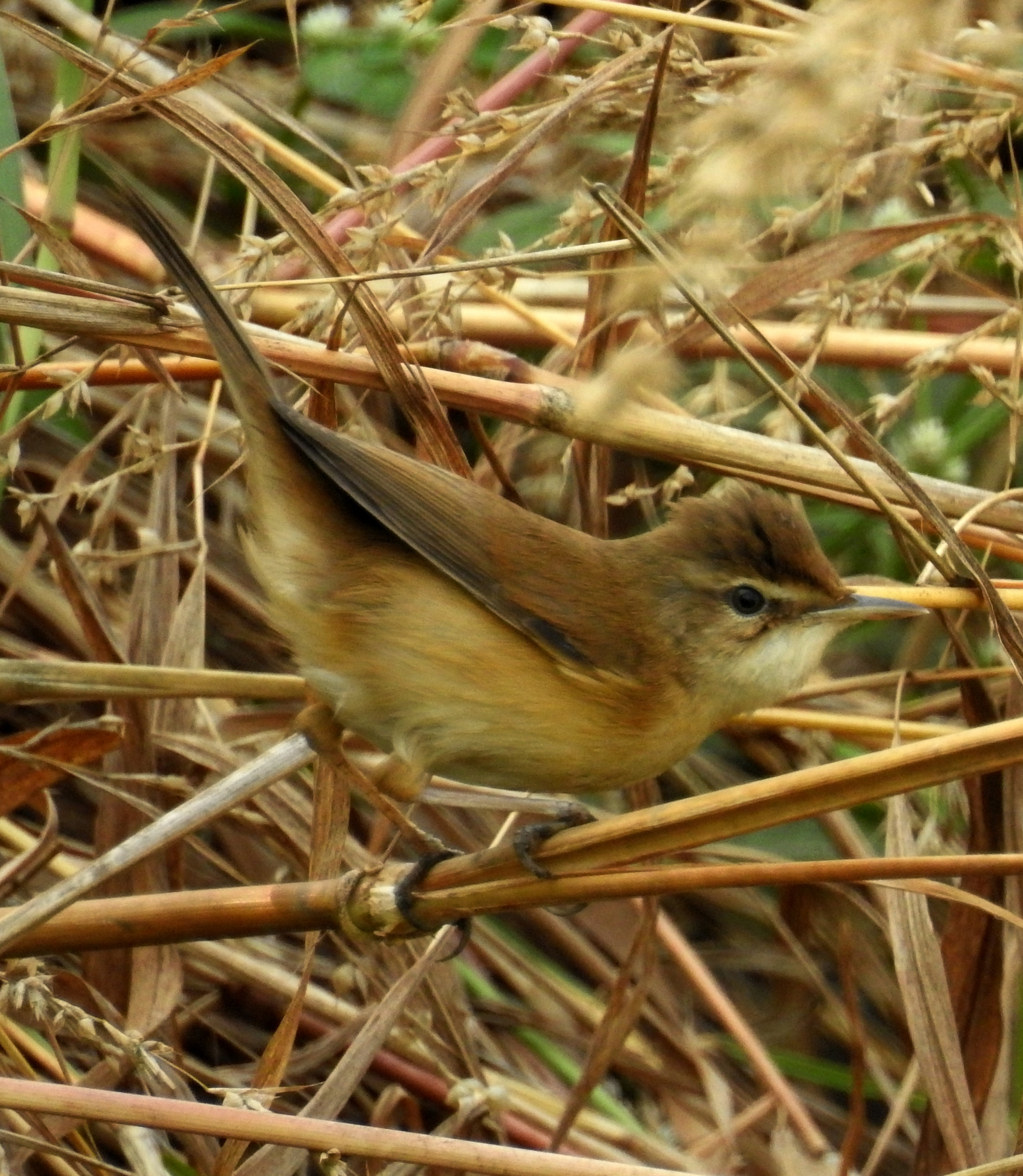

Även i verket Handbook of Western Palearctic Birds (Shirihai & Svensson 2018) anses den vara monotypisk. Också svenska BirdLife Sverige följer denna indelning.
Tidigare har även amursångare (Acrocephalus tangorum) ibland behandlats som en underart till fältsångare. Amursångarens övervintringsområde överlappar med fältsångaren och det råder viss osäkerhet hur långt österut som fältsångarens övervintringsområde sträcker sig.

### Familjetillhörighet
Tidigare fördes rörsångarna liksom ett mycket stort antal andra arter till familjen Sylviidae, tidigare kallad rätt och slätt sångare. Forskning har dock visat att denna gruppering är missvisande, eftersom då även välkända och mycket distinkta familjer som svalor, lärkor och stjärtmesar i så fall bör inkluderas. Fältsångaren med släktingar har därför brutits ut till familjen rörsångare (Acrocephalidae).

## Ekologi
Fältsångare häckar till största delen i bladvass som året om är favoritbiotopen men den förekommer även, mer än exempelvis rörsångaren, i stäppmiljöer med lågväxt vegetation och gräs. Den placerar sitt skålformiga bo lågt i vass. Honan lägger tre till sex ägg som hon ruvar i cirka tolv dagar. Båda föräldrana tar hand om ungarna.

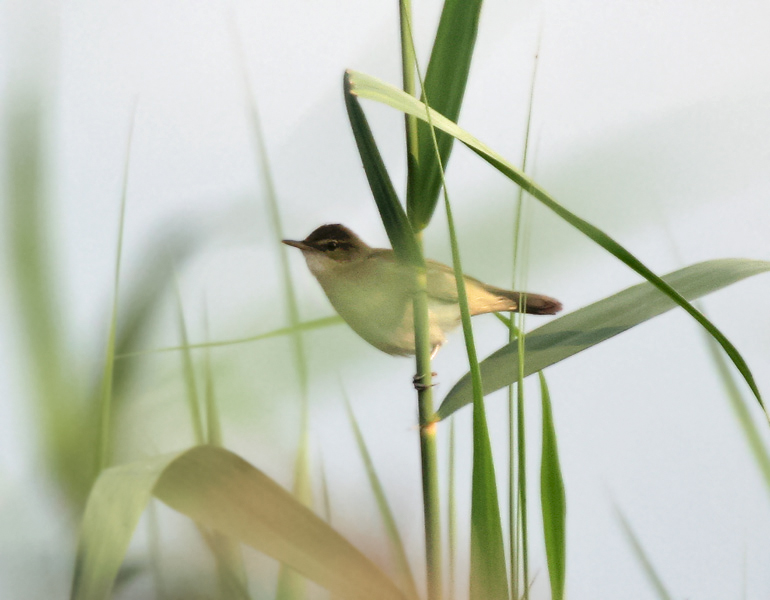
Fältsångare i sin favoritbiotop med bladvass.

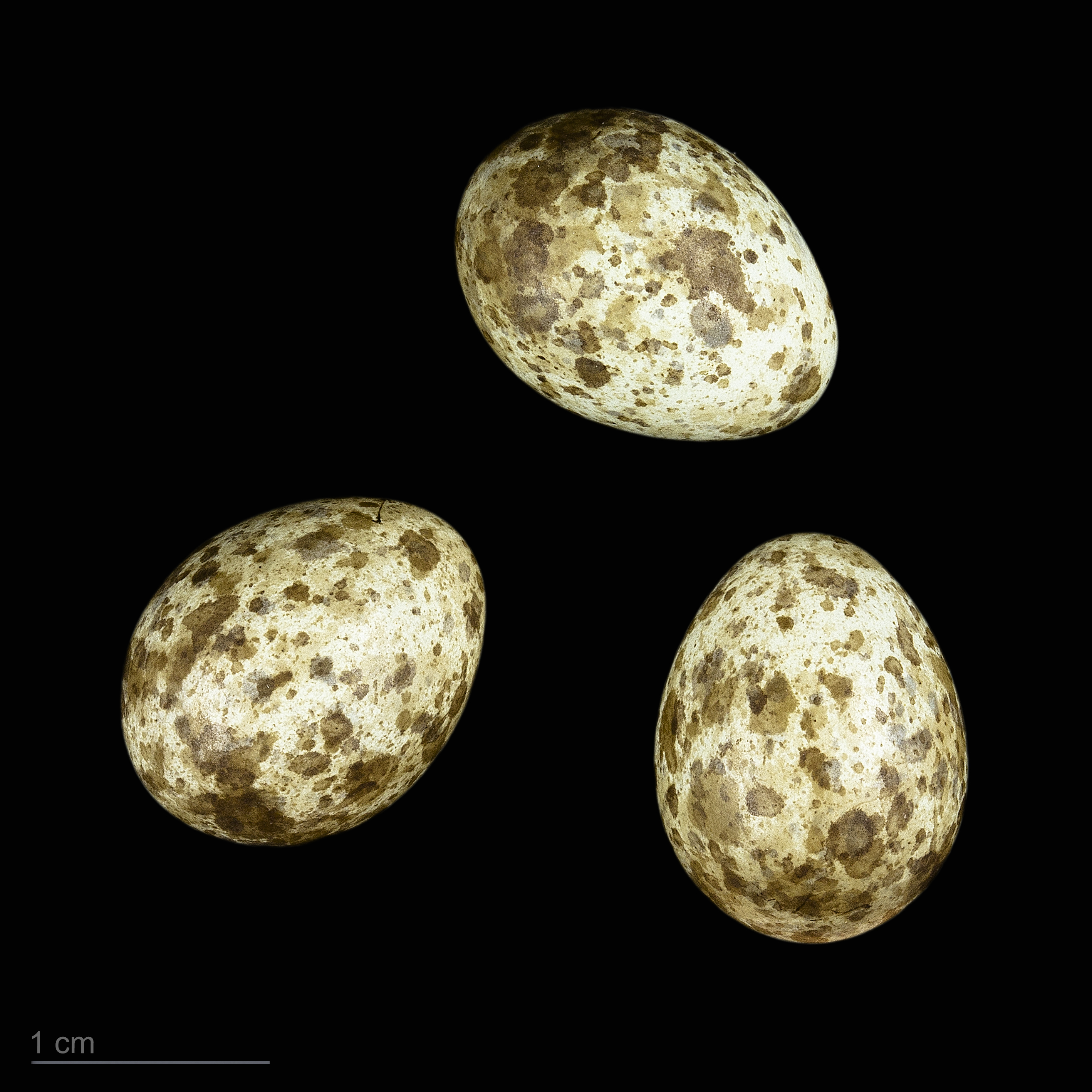
Acrocephalus agricola

## Status och hot
Arten har ett stort utbredningsområde och en stor population, men tros minska i antal till följd av habitatförstörelse, dock inte tillräckligt kraftigt för att den ska betraktas som hotad. Internationella naturvårdsunionen IUCN kategoriserar därför arten som livskraftig (LC). I Europa tros det häcka 200 000–396 000 par.